# Preveza
Preveza (grego: Πρέβεζα) é uma cidade no noroeste da Grécia. É a capital da Prefeitura de Preveza, parte do Epiro. Fica perto da parte ocidental do golfo da Ambrácia. As ruínas da antiga cidade de Nicópolis ficam 5 km a norte da cidade.
Tem cerca de 1.9600 habitantes.